# فلورنتينو أمفينو
فلورنتينو أمفينو (بالإسبانية: Florentino Ameghino)‏ (19 سبتمبر 1853  – 6 أغسطس 1911) هو عالم أرجنتيني ولد في مدينة لوخان وهو متخصص في التارخ الطبيعي والأحفوريات والأنثروبولوجيا وعلم الحيوان. وهو شقيق عالم الأحياء القديمة كارلوس أمفينو.

## وصلات خارجية
- فلورنتينو أمفينو على موقع الموسوعة البريطانية (الإنجليزية)